# 中國茶法史
中國自唐代以來便設置關於茶的法律，由於茶在貿易上具有很高的利潤，宋、元、明、清皆实行茶叶专卖制度。

## 唐朝茶法
唐代針對茶葉課稅之議始于赵赞。唐德宗贞元九年，張滂奏立稅茶，官府开始征收茶税。
大中六年（852年）盐铁转运使裴休制订“茶法”12条，严禁私贩茶葉，“凡走私三次均在100斤以上和聚众长途贩私，皆处死”。
文宗太和九年（835年）宰相王涯奏请榷茶，又兼榷茶使，下令民间所種植的茶树全部移入官办茶场，此舉受到朝野極大之反彈。不久王涯在甘露之变中被杀。令孤楚继任榷茶使，立即停止榷茶，恢复舊制。榷茶之事遂不了了之。

## 五代十國
契丹王多次遣使到南唐，用羊、马等牲畜换取茶、药。

## 宋朝茶法
宋朝的茶税經過多次改革，早期有三税法，接續有四税法、贴射法、见钱法等。至蔡京時確立了茶引制度，由茶商自行購買茶引，自行販售。
宋太祖乾德五年立法禁止私卖茶叶，在应天府、常州府和杭州府设立批验茶引（贩茶许可证）所,并立茶法:
- 茶商必须有官府发给的茶引,茶引和茶货不得分离,有茶无茶引,或茶货量超出茶引许可量,按私茶论处。
- 犯私茶与犯私盐同罪。
- 茶商必须向产茶州府批验所申报买入茶的斤数，依法缴纳税款，购买茶引。茶商贩卖茶货完毕，必须到所在地官府上缴茶引，如收藏茶引不上缴再用，当私茶论处。
- 茶园主如果卖茶给无茶引商贩，初犯鞭打30，所得银两充公；再犯鞭打60，所得银两加倍充公。
- 茶商到一地贩茶，务必到批验所检查，如无茶引或夹带，连人带茶抓送官府；如无夹带，批验所将茶商的茶引撕去一角，发还放行。
- 伪造茶引者处死，没收财产；举报者赏银20两。

真宗乾兴元年（1022年）置榷茶务，“诸州民有茶，除折税钱外，官悉市之。许民以东京输金银钱帛，官给券，就榷务以茶偿之”。
崇宁元年（1102年）蔡京提出恢复茶榷：“谓宜荆湖、江淮、两浙、福建七路所产茶仍旧禁榷官卖，勿复民科。”南宋時继续推行蔡京茶法。

## 元朝茶法
根据《元史·食货》：
茶商必须从官府交纳课款买茶引，三日内不赴所在官司批纳茶引者，杖六十；转用茶引，或改抹茶引字号，或增添夹带茶货斤重，或引不随茶货者，按私茶论处。但犯私茶，杖七十，茶一半没官，一半付告人充赏。茶园犯者，及运茶船主知情夹带，同罪。
有司禁治不严，以致有私茶生发，罪及官吏。茶过批验处不批验者，杖七十。
伪造茶引者斩，家产付告发人充赏。

## 明朝茶法
根据《明史·食货》：
明太祖立茶法,令商人在产茶地买茶，向官府交钱购买“茶引”。每百斤茶，交钱二百。官府设置茶局批验所，凡茶引不相当，即为私茶。凡犯私茶者，与私盐同罪。有茶无茶引,或茶货量超出茶引许可量,按私茶论处，人得捕送官府。私茶出境，论死罪。
洪武初，定茶税令：凡卖茶之地，令宣课司（税务司）三十取一。洪武四年，户部在陕西汉中、金州、石泉、汉阴、平利、西乡各县，茶园四十五顷，茶八十六万馀株。四川巴茶三百十五户，茶二百三十八万馀株。法定每十株茶官取其一。无主茶园，令军士采茶，十取其八，以易番马。在各产茶地设茶课司，定税额；陕西二万六千余斤，四川一百万斤。又在秦、洮、河、雅各州设茶马司，推行茶马法，西部诸部落，无不以马换茶。

## 清朝茶法
康熙四年（1665年）云南西部设立北胜州茶马市，康熙四十四年（1705年）废止。乾隆年间，改茶引法为引岸法，茶商必須到指定的地點（口岸）销售或易货，加強監視。